# Château de Crary
Pour la ville du Dakota du Nord, voir Crary.
Le château de Crary est situé sur le territoire de la commune d’Ozolles, en Saône-et-Loire.

## Historique
Les premières mentions du château remontent à 1120-1140. Il appartient alors à Arnulf, famille des Semur, et cousin germain de Saint Hugues, abbé de Cluny (cf Cartulaire de Paray-le-Monial)
Crary, en Mâconnais, était un fief mouvant de la châtellenie royale de Bois-Sainte-Marie et propriété de la famille de La Souche, originaire du Bourbonnais et dont furent Antoine, Seigneur de Crary en 1462, Pierre, major au régiment d'Aligny en 1682, Gilbert, mousquetaire du roi en 1736, François de Neuville, duc de Villeroy, gouverneur de Lyon, héritier des Lesdiguières. Il fut ensuite vendu, au prix de 90 000 livres à Louis de Foudras, comte de Château Thiers, à Matour. Anne de Foudras, dame d'Atours de la Duchesse d'Orléans, viendra y finir ses jours. En 1771, Pierre Emmanuel Dummyrat, seigneur de la Malinière en Forez devient acquéreur de Crary, le Coté et Colombier moyennant 350 000 livres.
Le Château de Crary actuel a été remanié en 1780, avec une façade typique du 18 ième siècle,
Au milieu du siècle dernier, un mariage fait passer les châteaux de Crary et Ozolles à la famille des Tournelles puis à la famille de Boisset.
Aujourd'hui, Crary est un haut lieu de réceptions et de mariages en Bourgogne du Sud.